# Uroš Čučković
Uroš Čučković (Kotor, Montenegro; 25 de abril de 1990) es un waterpolista monetenegrino. Jugó para ZF Eger pero actualmente está jugando para club francés CN Marseille.